# The Ultimate Collection (album, Billy Joel)
The Ultimate Collection je dvojni kompilacijski album Billyja Joela, ki je izšel 20. decembra 2000. Kompilacija je najprej izšla na Japonskem, kasneje pa je izšla še v evropskih in oceanskih državah z malce drugačnim seznamom skladb (skladba »The Stranger« je bila zamenjana z živo verzijo skladbe »You're My Home«).
Kompilacija vsebuje nekatere Joelove zgodnje znane skladbe in hit single, ki niso izšli na njegovih Greatest Hits albumih. Kompilacija je postala svetovni hit in je v številnih državah dosegla Top 5 na lestvicah, vključno z Združenim kraljestvom.
Kompilacija ni izšla v ZDA, ker je založba Legacy Recordings izdala oktobra 2001 podobno kompilacijo The Essential Billy Joel.

## Seznam skladb
Vse skladbe je napisal Billy Joel.

### Disk 1
| Št. | Naslov                                                     | Originalni album          | Dolžina |
| --- | ---------------------------------------------------------- | ------------------------- | ------- |
| 1.  | „Just the Way You Are‟                                     | The Stranger, 1977        | 4:50    |
| 2.  | „My Life‟                                                  | 52nd Street, 1978         | 4:43    |
| 3.  | „It's Still Rock and Roll to Me‟                           | Glass Houses, 1980        | 2:57    |
| 4.  | „An Innocent Man‟                                          | An Innocent Man, 1983     | 5:18    |
| 5.  | „Piano Man‟                                                | Piano Man, 1973           | 5:37    |
| 6.  | „You're My Home‟                                           | Piano Man                 | 3:12    |
| 7.  | „Everybody Loves You Now‟ (v živo)                         | Songs in the Attic, 1981  | 3:11    |
| 8.  | „The Entertainer‟                                          | Streetlife Serenade, 1974 | 3:40    |
| 9.  | „Streetlife Serenader‟                                     | Streetlife Serenade       | 5:16    |
| 10. | „New York State of Mind‟                                   | Turnstiles, 1976          | 6:03    |
| 11. | „Say Goodbye to Hollywood‟                                 | Turnstiles                | 4:38    |
| 12. | „She's Got a Way‟ (v živo)                                 | Songs in the Attic        | 3:00    |
| 13. | „Movin' Out (Anthony's Song)‟                              | The Stranger              | 3:29    |
| 14. | „She's Always a Woman‟                                     | The Stranger              | 3:20    |
| 15. | „Honesty‟                                                  | 52nd Street               | 3:49    |
| 16. | „You May Be Right‟                                         | Glass Houses              | 4:12    |
| 17. | „Don't Ask Me Why‟                                         | Glass Houses              | 2:57    |
| 18. | „Miami 2017 (Seen the Lights Go Out on Broadway)‟ (v živo) | Songs in the Attic        | 5:09    |

### Disk 2
| Št. | Naslov                                 | Originalni album               | Dolžina |
| --- | -------------------------------------- | ------------------------------ | ------- |
| 1.  | „Uptown Girl‟                          | An Innocent Man                | 3:16    |
| 2.  | „Tell Her About It‟                    | An Innocent Man                | 3:50    |
| 3.  | „The River of Dreams‟                  | River of Dreams, 1993          | 4:07    |
| 4.  | „The Longest Time‟                     | An Innocent Man                | 3;38    |
| 5.  | „We Didn't Start the Fire‟             | Storm Front, 1989              | 4:47    |
| 6.  | „Goodnight Saigon‟                     | The Nylon Curtain, 1982        | 7:02    |
| 7.  | „Allentown‟                            | The Nylon Curtain              | 3:52    |
| 8.  | „All for Leyna‟                        | Glass Houses                   | 4:12    |
| 9.  | „This Is the Time‟                     | The Bridge, 1986               | 5:01    |
| 10. | „Leave a Tender Moment Alone‟          | An Innocent Man                | 3:53    |
| 11. | „A Matter of Trust‟                    | The Bridge                     | 4:10    |
| 12. | „Modern Woman‟                         | The Bridge                     | 3:50    |
| 13. | „Baby Grand‟ (duet z Rayjem Charlesom) | The Bridge                     | 4:04    |
| 14. | „I Go to Extremes‟                     | Storm Front                    | 4:21    |
| 15. | „Leningrad‟                            | Storm Front                    | 4:03    |
| 16. | „The Downeaster 'Alexa'‟               | Storm Front                    | 3:43    |
| 17. | „You're Only Human (Second Wind)‟      | Greatest Hits Volume II, 1985  | 4:48    |
| 18. | „All About Soul‟ (remix)               | Greatest Hits Volume III, 1997 | 5:58    |

## Lestvice
| Lestvica (2001–03)                           | Mesto | Št. tednov |
| -------------------------------------------- | ----- | ---------- |
| Irish Albums Chart(Top 50)                   | 1     | 32         |
| New Zealand Albums Chart(Top 50)             | 2     | 30         |
| Danish Albums Chart(Top 40)                  | 2     | 9          |
| Norwegian VG-lista Albums Chart(Top 40)      | 3     | 7          |
| Swedish Albums Chart(top 60)                 | 3     | 13         |
| Japanese (International Albums Chart)        | 4     |            |
| UK Albums Chart(top 75)                      | 4     | 24         |
| Australian ARIA Albums Chart (top 50)        | 12    | 12         |
| French Albums Chart                          | 12    | 3          |
| European Top 100 Albums(top 100)             | 21    |            |
| Japanese Oricon Weekly Albums Chart(top 100) | 21    | 10         |
| Dutch Albums Chart(top 75)                   | 36    | 7          |
| German Albums Chart(top 100)                 | 58    | 8          |

| Lestvica (2006–07)                            | Mesto | Št. tednov |
| --------------------------------------------- | ----- | ---------- |
| Japanese (International Albums Chart)         | 3     |            |
| Japanese Oricon Weekly Albums Chart (top 300) | 19    | 33         |

### Lestvice ob koncu leta
| Lestvica (2001)          | Mesto |
| ------------------------ | ----- |
| New Zealand Albums Chart | 16    |

### Certifikati
| Regija                    | Certifikat   | Prodaja |
| ------------------------- | ------------ | ------- |
| Avstralija (ARIA)         | 2x platinast | 140,000 |
| Japonska (RIAJ)           | Platinast    | 250,000 |
| Nova Zelandija (RMNZ)     | 2x platinast | 30,000  |
| Norveška (IFPI Norveška)  | Zlat         | 25,000  |
| Švedska (GLF)             | Zlat         | 40,000  |
| Združeno kraljestvo (BPI) | Platinast    | 300,000 |